# Lijst van Tweede Kamerleden voor overige politieke partijen
Een overzicht van alle (voormalige) Tweede Kamerleden voor zeer kleine politieke partijen, partijlozen en overigen (onafhankelijken en oppositionelen).
Het gaat hierbij om partijen die bij verkiezingen voor de Tweede Kamer een of twee zetels hebben behaald. Voor afsplitsingen gedurende een zittingstermijn zie de lijst van afsplitsingen van Tweede Kamerfracties.

## Gekozen kleine partijen

### Voor 1918 (districtenstelsel)

#### Christelijk-Historische Kiezersbond
| Tweede Kamerlid    | Begindatum        | Einddatum         |
| ------------------ | ----------------- | ----------------- |
| Johannes de Visser | 21 september 1897 | 18 september 1905 |

#### Friese Bond
| Tweede Kamerlid | Begindatum       | Einddatum         |
| --------------- | ---------------- | ----------------- |
| Jan Schokking   | 19 november 1901 | 20 september 1909 |

#### Groep Staalman(onafhankelijk a.r.)
| Tweede Kamerlid  | Begindatum       | Einddatum         |
| ---------------- | ---------------- | ----------------- |
| Andries Staalman | 27 november 1894 | 18 september 1905 |

#### Limburgsche Separatistische Beweging
| Tweede Kamerlid                      | Begindatum       | Einddatum        |
| ------------------------------------ | ---------------- | ---------------- |
| Jean Cornéli                         | 22 oktober 1840  | 12 februari 1849 |
| Jan Lodewijk van Scherpenzeel-Heusch | 13 februari 1849 | 22 mei 1849      |
| Clémens de Weichs de Wenne           | 4 mei 1847       | 12 februari 1849 |

#### Onafhankelijk a.r.
| Tweede Kamerlid | Begindatum  | Einddatum         |
| --------------- | ----------- | ----------------- |
| Æneas Mackay    | 16 mei 1894 | 18 september 1905 |

#### Onafhankelijk c.h.
| Tweede Kamerlid                 | Begindatum       | Einddatum         |
| ------------------------------- | ---------------- | ----------------- |
| Cornelis Bichon van IJsselmonde | 29 november 1912 | 16 september 1918 |

#### Sociaal-Democratische Bond
| Tweede Kamerlid              | Begindatum | Einddatum         |
| ---------------------------- | ---------- | ----------------- |
| Ferdinand Domela Nieuwenhuis | 1 mei 1888 | 14 september 1891 |

#### Vrije socialist
| Tweede Kamerlid     | Begindatum        | Einddatum         |
| ------------------- | ----------------- | ----------------- |
| Geert van der Zwaag | 21 september 1897 | 20 september 1909 |

### Na 1918 (evenredige vertegenwoordiging)
Criterium: partij is na 1918 slechts bij één verkiezing in de Tweede Kamer gekomen met een fractie van maximaal twee leden

#### Bond van Christen-Socialisten
| Tweede Kamerlid | Begindatum        | Einddatum     |
| --------------- | ----------------- | ------------- |
| Willy Kruyt     | 17 september 1918 | 31 maart 1921 |

#### BIJ1
| Tweede Kamerlid | Begindatum    | Einddatum       |
| --------------- | ------------- | --------------- |
| Sylvana Simons  | 31 maart 2021 | 5 december 2023 |

#### Centrumpartij
| Tweede Kamerlid | Begindatum        | Einddatum       |
| --------------- | ----------------- | --------------- |
| Hans Janmaat    | 16 september 1982 | 14 oktober 1984 |

#### Christelijk-Sociale Partij
| Tweede Kamerlid    | Begindatum        | Einddatum    |
| ------------------ | ----------------- | ------------ |
| Adolf van der Laar | 17 september 1918 | 24 juli 1922 |

#### Christen-Democratische Partij
| Tweede Kamerlid  | Begindatum        | Einddatum    |
| ---------------- | ----------------- | ------------ |
| Andries Staalman | 17 september 1918 | 24 juli 1922 |

#### Communistische Partij Holland-Centraal Comité
| Tweede Kamerlid | Begindatum        | Einddatum         |
| --------------- | ----------------- | ----------------- |
| David Wijnkoop  | 17 september 1929 | 16 september 1930 |

#### Evangelische Volkspartij
| Tweede Kamerlid | Begindatum        | Einddatum   |
| --------------- | ----------------- | ----------- |
| Cathy Ubels     | 16 september 1982 | 2 juni 1986 |

#### Leefbaar Nederland
| Tweede Kamerlid | Begindatum  | Einddatum       |
| --------------- | ----------- | --------------- |
| Dick Jense      | 23 mei 2002 | 29 januari 2003 |
| Fred Teeven     | 23 mei 2002 | 29 januari 2003 |

#### Liberale Partij
| Tweede Kamerlid | Begindatum   | Einddatum         |
| --------------- | ------------ | ----------------- |
| Lizzy van Dorp  | 25 juli 1922 | 14 september 1925 |

#### Middenpartij voor Stad en Land
| Tweede Kamerlid | Begindatum        | Einddatum  |
| --------------- | ----------------- | ---------- |
| Floris Vos      | 17 september 1929 | 8 mei 1933 |

#### Middenstandspartij
| Tweede Kamerlid  | Begindatum        | Einddatum         |
| ---------------- | ----------------- | ----------------- |
| Abraham Staalman | 17 september 1918 | 26 september 1918 |

#### Nationale Boeren-, Tuinders- en Middenstandspartij
| Tweede Kamerlid   | Begindatum | Einddatum   |
| ----------------- | ---------- | ----------- |
| Cornelis Vervoorn | 9 mei 1933 | 7 juni 1937 |

#### Neutrale Partij
| Tweede Kamerlid | Begindatum        | Einddatum         |
| --------------- | ----------------- | ----------------- |
| Henri ter Hall  | 17 september 1918 | 26 september 1918 |

#### Nederlandse Middenstands Partij
| Tweede Kamerlid | Begindatum  | Einddatum         |
| --------------- | ----------- | ----------------- |
| Jacques de Jong | 25 mei 1971 | 12 september 1971 |
| Ab te Pas       | 11 mei 1971 | 6 december 1972   |

#### Revolutionnair Socialistische Arbeiderspartij/Revolutionnair Socialistische Arbeiders Partij
| Tweede Kamerlid | Begindatum   | Einddatum   |
| --------------- | ------------ | ----------- |
| Henk Sneevliet  | 21 juli 1933 | 7 juni 1937 |

#### Rooms Katholieke Partij Nederland
| Tweede Kamerlid | Begindatum      | Einddatum   |
| --------------- | --------------- | ----------- |
| Klaas Beuker    | 7 december 1972 | 7 juni 1977 |

#### Rooms-Katholieke Volkspartij/Katholiek Democratische Partij
| Tweede Kamerlid | Begindatum        | Einddatum         |
| --------------- | ----------------- | ----------------- |
| Pius Arts       | 15 september 1925 | 16 september 1929 |
| Pius Arts       | 9 mei 1933        | 7 juni 1937       |

#### Socialistische Partij (1918-1928)
| Tweede Kamerlid | Begindatum        | Einddatum    |
| --------------- | ----------------- | ------------ |
| Harm Kolthek    | 17 september 1918 | 24 juli 1922 |

#### Unie 55+
| Tweede Kamerlid | Begindatum  | Einddatum   |
| --------------- | ----------- | ----------- |
| Bertus Leerkes  | 17 mei 1994 | 18 mei 1998 |

#### Verbond tot Democratisering der Weermacht
| Tweede Kamerlid | Begindatum        | Einddatum         |
| --------------- | ----------------- | ----------------- |
| Willem Wijk     | 17 september 1918 | 26 september 1918 |
| Willem Wijk     | 15 april 1921     | 24 juli 1922      |

#### Verbond voor Nationaal Herstel
| Tweede Kamerlid   | Begindatum | Einddatum   |
| ----------------- | ---------- | ----------- |
| William Westerman | 9 mei 1933 | 7 juni 1937 |

## Partijlozen
| Tweede Kamerlid    | Begindatum       | Einddatum       |
| ------------------ | ---------------- | --------------- |
| Frans Goedhart     | 20 november 1945 | 8 februari 1946 |
| Kees ten Hagen     | 20 november 1945 | 8 februari 1946 |
| Pieter Heertjes    | 20 november 1945 | 8 februari 1946 |
| Setyadjit Soegondo | 20 november 1945 | 3 juni 1946     |

## Overigen

### Onafhankelijk(voor 1848)
| Tweede Kamerlid     | Begindatum        | Einddatum       |
| ------------------- | ----------------- | --------------- |
| Gerardus van Bommel | 21 september 1815 | 19 oktober 1817 |
| Gerardus van Bommel | 19 oktober 1819   | 19 oktober 1828 |
| Maurits van Sytzama | 2 december 1826   | 26 oktober 1840 |

### Oppositionelen(vóór 1830 - splitsing van Nederland en België)
| Tweede Kamerlid         | Begindatum        | Einddatum       |
| ----------------------- | ----------------- | --------------- |
| Antoine Barthélémy      | 17 juli 1822      | 17 oktober 1830 |
| Charles de Brouckère    | 17 oktober 1826   | 17 oktober 1830 |
| Théordore Dotrenge      | 21 september 1815 | 14 oktober 1827 |
| Arsène Fabry de Longrée | 20 oktober 1818   | 17 oktober 1830 |
| Andreas Leheu           | 17 oktober 1820   | 19 oktober 1823 |
| François de Sécus       | 21 september 1815 | 19 oktober 1817 |
| François de Sécus       | 17 oktober 1820   | 17 oktober 1830 |